# Војислав Стојановић (кошаркаш)
Војислав Стојановић (Београд, 14. април 1997) српски је кошаркаш. Игра на позицији бека, а тренутно наступа за ФМП.

## Каријера

### Црвена звезда
Војислав је наступао у млађим категоријама Црвене звезде, а затим и у јуниорској селекцији, где је играо са годину дана старијом генерацијом. У црвено-белом дресу је 2014. године освојио Јуниорски турнир Евролиге. На том турниру је изабран за најкориснијег играча, са просечним учинком од 13,5 поена, 6,3 скокова, 4,8 асистенција и 1,5 украдених лопти.
Иако веома млад, почетком 2014. године успео је да забележи прве минуте у сениорској селекцији Црвене звезде, пре свега због одласка Блејка Шилба. Наредну сезону провео је у екипи ФМП-а, где је играо Кошаркашку лигу Србије. Након тога добио је понуду од Црвене звезде да потпише четворогодишњи уговор. Међутим, под утицајем свог менаџера Зорана Савића он одбија понуду и одлучује се за одлазак у Орландину. Орландина је нудила мало обештећење од свега 10.000 евра, што је Црвена звезда одбила, па је спор завршен на арбитражи ФИБА. ФИБА је пресудила на нешто веће обештећење од 29.000 евра, што је изазвало гнев Црвене звезде, која је реаговала саопштењем у којем је жестоко напала Стојановићевог менаџера и његовог брата.

## Успеси

### Клупски
- Црвена звезда:
  - Куп Радивоја Кораћа (1): 2014.
  - Јуниорски турнир Евролиге (1): 2014.
- Ваноли Кремона:
  - Куп Италије (1): 2019.

### Репрезентативни
- Европско првенство до 16 година:  2013.
- Светско првенство до 17 година:  2014.

### Појединачни
- Најкориснији играч Јуниорског турнира Евролиге (1): 2014.